# Kradenik
Kradenik (cyr. Краденик) – wieś w Czarnogórze, w gminie Bijelo Polje. W 2011 roku liczyła 91 mieszkańców.